# Alidea Katania
Alidea Katania – żeński klub siatkarski z Włoch. Został założony w 1974 w mieście Katania. Klub zakończył swoją działalność w 2006.

## Sukcesy
- Mistrzostwo Włoch:
  -  1979/1980
- Puchar Włoch:
  -  1978/1979